# Warden, Washington
Warden är en ort i Grant County i delstaten Washington, USA.